# Arthrotus duporti
Arthrotus duporti is een keversoort uit de familie bladkevers (Chrysomelidae). De wetenschappelijke naam van de soort werd in 1932 gepubliceerd door Laboissiere.